# Antonius Ziekenhuis (Sneek)
Het Antonius Ziekenhuis is een middelgroot ziekenhuis in de Nederlandse stad Sneek.

## Geschiedenis
In 1903 werd in Sneek het Sint Antonius Ziekenhuis geopend aan de Dr. Boumaweg, vlak buiten het oude centrum van de stad. In 1994 werd het huidige Antonius Ziekenhuis aan de Bolswarderbaan in gebruik genomen. Het ziekenhuis kreeg in dat jaar niet alleen een nieuw gebouw maar verloor ook haar katholieke achtergrond en naam.

## Huidige situatie
Het Antonius Ziekenhuis biedt ruimte aan ongeveer 300 bedden en is sinds de opening verscheidene keren uitgebreid. Het Antonius Ziekenhuis richt zich met haar zorg op de inwoners van Súdwest-Fryslân, de Noordoostpolder, Urk en de waddeneilanden Vlieland en Terschelling. Behalve in Sneek is het Antonius actief vanuit Emmeloord met een eigen zorgvoorziening.
Vanuit de gemeenten in Zuidwest-Friesland gaan vrijwel alle patiënten (meer dan 80%) naar het Antonius Ziekenhuis. Een klein deel van de patiënten gaat naar een ander ziekenhuis, bijvoorbeeld naar een academisch ziekenhuis.
In 2008 nam het ziekenhuis een ambulanceboot in gebruik. Het ziekenhuis profileerde zich daarna als watersportziekenhuis. 
Het ziekenhuis biedt ook plaats aan een landingsplaats voor traumahelicopters.
Het Antonius komt in de AD-Ziekenhuistest regelmatig naar voren als beste ziekenhuis van Friesland. In 2013 stond het ziekenhuis daar landelijk op de 29ste plaats van beste ziekenhuizen.